# حركة بيئية في الولايات المتحدة

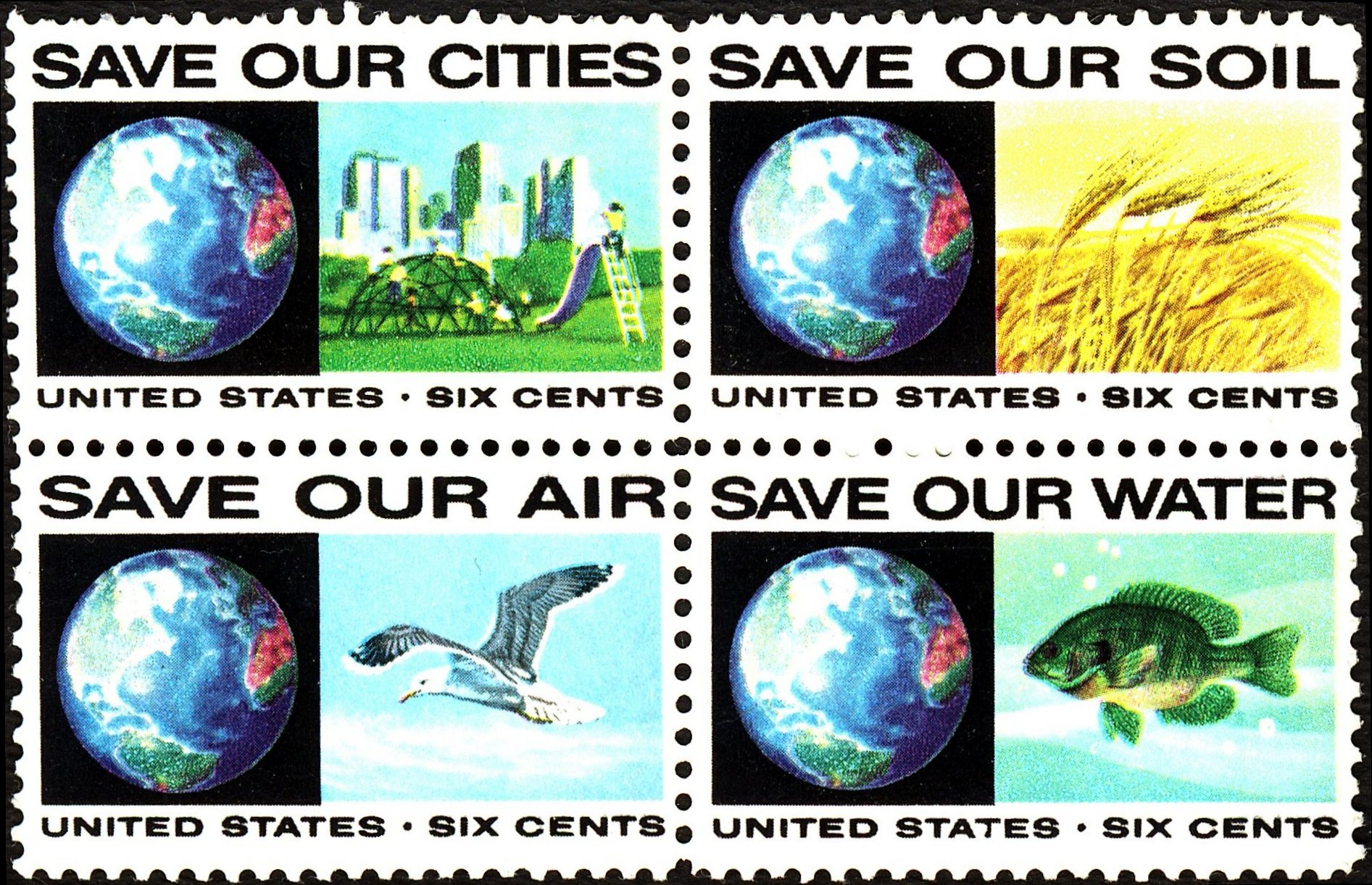

في الولايات المتحدة في الوقت الراهن، تمثل الحركة البيئية المنظمة طائفة واسعة من المنظمات التي تُسمى في كثير من الأحيان المنظمات غير الحكومية. وتوجد هذه المنظمات على المستويات المحلية والقومية والدولية. تتباين المنظمات غير الحكومية البيئية تباينًا واسعًا في ما يخص الآراء السياسية، وفي ما يخص مدى سعيها للتأثير في السياسة البيئية للولايات المتحدة والحكومات الأخرى. تتألف الحركة البيئية اليوم من مجموعات قومية كبيرة، وتتألف أيضًا من مجموعات محلية صغيرة ذات اهتمامات محلية. يشابه البعض الحركات الأمريكية القديمة للحفاظ على البيئة، التي يُعبر عنها حديثًا باسم منظمة حفظ الطبيعة، وجمعية أودوبون، والجمعية الجغرافية الوطنية؛ وهي منظمات أمريكية ذات تأثير عالمي.

## نطاق الحركة
- شملت الحركة المبكرة للحفاظ على البيئة، التي بدأت في أواخر القرن التاسع عشر، إدارة مصائد الأسماك والحياة البرية، والمياه، والحفاظ على التربة، والإدارة المستدامة للغابات. تشمل الحركة اليوم إدارة الإنتاج المستدام للموارد الطبيعية، والحفاظ على المناطق البرية، والتنوع الحيوي.
- أصبحت الحركة البيئية الحديثة، التي بدأت في ستينيات القرن العشرين مع تنامي القلق بشأن تلوث الهواء والماء، أوسع نطاقًا لتشمل جميع الساحات والأنشطة البشرية.
- يعود تاريخ حركة الرعاية البيئية على الأقل إلى الحقبة التقدمية (تسعينيات القرن التاسع عشر – عشرينيات القرن العشرين) التي تضمنت الإصلاحات الحضرية، بما في ذلك إمدادات المياه النظيفة، والإزالة الأكثر كفاءة لمياه الصرف الصحي غير المعالجة، والحد من ظروف المعيشة المزدحمة وغير الصحية. ترتبط الرعاية البيئية اليوم أكثر بالتغذية، والطب الوقائي، والشيخوخة الصحية، وغيرها من الشواغل الخاصة برفاه جسم الإنسان.
- ركزت حركة المعيشة المستدامة التي بدأت في ثمانينيات القرن العشرين على فرضية غايا وقيمة الأرض وغير ذلك من العلاقات المتبادلة بين العلوم الإنسانية والمسؤوليات البشرية. كانت فلسفة علم البيئة المتقدم أكثر روحانية، ولكن ادُّعي في كثير من الأحيان أنها علم.
- العدالة البيئية هي حركة بدأت في الولايات المتحدة في ثمانينيات القرن العشرين وتسعى إلى وضع حد للعنصرية البيئية. غالبًا ما تقع المجتمعات ذات الدخل المنخفض ومجتمعات الأقليات على مقربة من الطرق السريعة ومقالب القمامة والمصانع، حيث تتعرض لتلوث ومخاطر صحية بيئية أكبر من بقية السكان. تسعى حركة العدالة البيئية إلى الربط بين الشواغل البيئية «الاجتماعية» و«الإيكولوجية»، مع إبقاء دعاة الحفاظ على البيئة، في الوقت نفسه، على وعي بالمتغيرات في حركتهم، مثل العنصرية، والتحيز الجنسي، ورهاب المثلية، والكلاسيكية، وغير ذلك من العلل التي تعانيها الثقافة المهيمنة.

مع تحسن الوعي العام والعلوم البيئية في السنوات الأخيرة، اتسع نطاق القضايا البيئية لتشمل مفاهيم رئيسية مثل «الاستدامة»، وأيضًا الشواغل الناشئة الجديدة مثل نضوب الأوزون، والاحتباس الحراري، والأمطار الحمضية، واستخدام الأراضي، والتلوث الأحيائي.
كثيرًا ما تتفاعل الحركات البيئية مع حركات اجتماعية أخرى أو ترتبط بها، مثل الحركات الاجتماعية من أجل السلام، وحقوق الإنسان، وحقوق الحيوان؛ وضد الأسلحة النووية و/أو الطاقة النووية، والأمراض المتوطنة، والفقر، والجوع، وما إلى ذلك.
أصبحت بعض الكليات في الولايات المتحدة الآن صديقة للبيئة بالتوقيع على «التزام الرئيس بشأن المناخ»، وهي وثيقة يمكن لرئيس الكلية التوقيع عليها لتمكين الكليات المذكورة من ممارسة حماية البيئة من خلال التحول إلى الطاقة الشمسية، وما إلى ذلك.
عضوية نخبة من المنظمات البيئية الأمريكية (بالآلاف)
|                                                   | 1971 | 1981 | 1992 | 1997 | 2004 |
| نادي سييرا (1892)                                 | 124  | 246  | 615  | 569  | 736  |
| جمعية أودوبون الوطنية ((1905                      | 115  | 400  | 600  | 550  | 550  |
| الرابطة الوطنية للحدائق وحفظ الطبيعة (1919)       | 49   | 27   | 230  | 375  | 375  |
| رابطة إيزاك والتون (1922)                         | 54   | 48   | 51   | 42   | 45   |
| جمعية الحياة البرية (1935)                        | 62   | 52   | 356  | 237  | 225  |
| الاتحاد الوطني للأحياء البرية (1936)              | 540  | 818  | 997  | 650  | 650  |
| منظمة المدافعون عن الحياة البرية (1947)           | 13   | 50   | 77   | 215  | 463  |
| منظمة الحفاظ على الطبيعة (1951)                   | 22   | 80   | 545  | 865  | 972  |
| الصندوق العالمي للطبيعة - الولايات المتحدة (1961) | غ/م  | غ/م  | 970  | 1200 | 1200 |
| صندوق الدفاع البيئي (1967)                        | 20   | 46   | 175  | 300  | 350  |
| جمعية أصدقاء الأرض (الولايات المتحدة) (1969)      | 7    | 25   | 30   | 20   | 35   |
| مجلس الدفاع عن الموارد الطبيعية (1970)            | 5    | 40   | 170  | 260  | 450  |
| منظمة السلام الأخضر في الولايات المتحدة (1975)    | غ/م  | غ/م  | 2225 | 400  | 250  |

## نبذة تاريخية
جاء المستوطنون الأوروبيون الأوائل إلى الولايات المتحدة وجلبوا معهم مفهوم المشاعات العامة. في الحقبة الاستعمارية، خصصت فرادى المدن إمكانية الحصول على الموارد الطبيعية، وكانت النزاعات على مصائد الأسماك أو استخدام الأراضي تُحسم على الصعيد المحلي. غير أن التكنولوجيات المتغيرة قد أنهكت الطرق التقليدية لحل المنازعات المتعلقة باستخدام الموارد، ولم يكن للحكومات المحلية سوى سيطرة محدودة على المصالح الخاصة القوية. على سبيل المثال، يؤدي بناء السدود على الأنهار إلى عزل البلدات الواقعة أعلى النهر عن مصائد الأسماك؛ أيضًا يؤدي قطع الأشجار وإزالة الغابات في مستجمعات المياه إلى الإضرار بمصائد الأسماك المحلية عند مصاب الأنهار. في إقليم نيو إنجلاند، شعر مزارعون كثيرون بالقلق، لأنهم لاحظوا انخفاض عدد الطيور، التي تساعد على مكافحة الحشرات وغيرها من الآفات، ولاحظوا أيضًا أن تطهير الغابات قد غيّر مجرى المياه. شاعت هذه المخاوف على نطاق واسع مع نشر جورج بيركنز مارش كتاب الإنسان والطبيعة (1864). يُعد أسلوب تحليل الأثر البيئي، على نحو عام، الطريقة الرئيسية لتحديد القضايا التي تشارك فيها الحركة البيئية. تُستخدم هذه الطريقة لتحديد كيفية التصرف في المواقف الضارة بالبيئة، عبر اختيار الطريقة الأقل ضررًا والتي لها أقل قدر من الآثار الدائمة.

### حركة الحفاظ على البيئة
أصبحت مسألة الحفاظ على البيئة قضية وطنية لأول مرة في أثناء حركة الحفاظ على البيئة في الحقبة التقدمية (تسعينيات القرن التاسع عشر – عشرينيات القرن العشرين). حوّلت الحركة الوطنية المبكرة للحفاظ على البيئة التركيزَ إلى الإدارة العلمية التي تدعم المؤسسات الأكبر حجمًا، وبدأت الرقابة تتحول من الحكومات المحلية إلى الولايات والحكومة الفيدرالية. ينسب بعض الكتّاب الفضل إلى الرياضيين والصيادين وصيادي السمك في ما يخص التأثير المتزايد لحركة المحافظة على البيئة. في سبعينيات القرن التاسع عشر، كان يُنظر إلى مجلات الرياضيين، مثل أميريكان سبورتسمن، وفورست آند ستريم، وفيلد آند ستريم، بوصفها من العوامل التي أدت إلى نمو حركة الحفاظ على البيئة. حثت حركة الحفاظ على البيئة أيضًا على إنشاء متنزهات وغابات حكومية ووطنية، وملاجئ للأحياء البرية، وآثار وطنية تهدف إلى الحفاظ على المعالم الطبيعية الجديرة بالذكر. تركز جماعات الحفاظ على البيئة في المقام الأول على المشكلة التي تتوجه أصولها إلى توسع عام. بدأت الحركة البيئية المحافظة مع ازدياد انتشار التصنيع وازدياد الاتجاه نحو التحضر. خلافًا للمعتقدات الشائعة، فإن جماعات المحافظة على البيئة لا تعارض التوسع على نحو عام، بل تهتم بالكفاءة في تنمية الموارد والأراضي.